# آلکساندر آلکساندریان
آلکساندر آلکساندری آلکساندریان (ارمنی: Ալեքսանդր Ալեքսանդրի Ալեքսանդրյան؛  زادهٔ ۸ سپتامبر ۱۸۸۹ - ۳۰ دسامبر ۱۹۷۸) آهنگساز، موسیقی‌دان و موسیقی اهل ارمنستان بود.

## زندگی‌نامه
وی در ۲۰ سپتامبر [سبک قدیمی: ۸ سپتامبر] ۱۸۸۹ در شوشی به دنیا آمد و از کنسرواتوار دولتی کومیتاس ایروان فارغ‌التحصیل گشت. وی همچنین برنده جوایزی همچون هنرمند مردمی ارمنستان شوروی (۱۹۶۱) شد. وی در ۳۰ دسامبر ۱۹۷۸ در سن ۸۹ سالگی در ایروان درگذشت و در آرامستان نوباراشن خاک سپرده شد.